# Reciprocitat (electromagnetisme)
En l'electromagnetisme clàssic, la reciprocitat es refereix a una varietat de teoremes relacionats que impliquen l'intercanvi de densitats de corrent elèctric (fonts) harmònics en el temps i els camps electromagnètics resultants en les equacions de Maxwell per a mitjans lineals invariants en el temps sota determinades restriccions. La reciprocitat està estretament relacionada amb el concepte d'operadors autoadjunts simètrics de l'àlgebra lineal, aplicat a l'electromagnetisme.
Potser el teorema més comú i general d'aquest tipus és la reciprocitat de Lorentz (i els seus diversos casos especials com la reciprocitat de Rayleigh-Carson), batejada pel treball de Hendrik Lorentz el 1896 després de resultats anàlegs pel que fa al so de Lord Rayleigh i la llum de Helmholtz (Potton 2004). De manera vaga, afirma que la relació entre un corrent oscil·lant i el camp elèctric resultant no canvia si s'intercanvia els punts on es col·loca el corrent i on es mesura el camp. Per al cas concret d'una xarxa elèctrica, de vegades es formula com la declaració que es poden intercanviar tensions i corrents en diferents punts de la xarxa. Més tècnicament, es dedueix que la impedància mútua d'un primer circuit a causa d'un segon és la mateixa que la impedància mútua del segon circuit a causa del primer.
La reciprocitat és útil en òptica, que (a part dels efectes quàntics) es pot expressar en termes d'electromagnetisme clàssic, però també en termes de radiometria.
També hi ha un teorema anàleg en electroestàtica, conegut com a reciprocitat de Green, que relaciona l'intercanvi de potencial elèctric i la densitat de càrrega elèctrica.
Les formes dels teoremes de reciprocitat s'utilitzen en moltes aplicacions electromagnètiques, com ara l'anàlisi de xarxes elèctriques i sistemes d'antenes. Per exemple, la reciprocitat implica que les antenes funcionen igual de bé com a transmissors o receptors, i concretament que la radiació d'una antena i els patrons de recepció són idèntics. La reciprocitat també és un lema bàsic que s'utilitza per demostrar altres teoremes sobre sistemes electromagnètics, com ara la simetria de la matriu d'impedància i la matriu de dispersió, simetries de les funcions de Green per al seu ús en mètodes computacionals d'elements límit i matriu de transferència, així com les propietats d'ortogonalitat dels modes normals harmònics en sistemes de guies d'ona (com a alternativa directa a les propietats dels operadors de guies d'ona:valor propi, vector propi i espai propi).

## Reciprocitat de Lorentz
Concretament, suposem que un té una densitat de corrent {\displaystyle \mathbf {J} _{1}} que produeix un camp elèctric {\displaystyle \mathbf {E} _{1}} i un camp magnètic {\displaystyle \mathbf {H} _{1}\,,} on les tres són funcions periòdiques del temps amb freqüència angular ω, i en particular tenen dependència del temps {\displaystyle \exp(-i\omega t)\,.} Suposem que de la mateixa manera tenim un segon corrent {\displaystyle \mathbf {J} _{2}} a la mateixa freqüència ω que (per si mateixa) produeix camps {\displaystyle \mathbf {E} _{2}} i {\displaystyle \mathbf {H} _{2}\,.} Aleshores, el teorema de reciprocitat de Lorentz estableix, sota determinades condicions simples sobre els materials del medi descrit a continuació, que per a una superfície S arbitrària que tanca un volum V:
{\displaystyle \int _{V}\left[\mathbf {J} _{1}\cdot \mathbf {E} _{2}-\mathbf {E} _{1}\cdot \mathbf {J} _{2}\right]\mathrm {d} V=\oint _{S}\left[\mathbf {E} _{1}\times \mathbf {H} _{2}-\mathbf {E} _{2}\times \mathbf {H} _{1}\right]\cdot \mathbf {\mathrm {d} S} \ .}
De manera equivalent, en forma diferencial (pel teorema de la divergència):
{\displaystyle \mathbf {J} _{1}\cdot \mathbf {E} _{2}-\mathbf {E} _{1}\cdot \mathbf {J} _{2}=\nabla \cdot \left[\mathbf {E} _{1}\times \mathbf {H} _{2}-\mathbf {E} _{2}\times \mathbf {H} _{1}\right]\ .}
Aquesta forma general es simplifica habitualment per a una sèrie de casos especials. En particular, se sol assumir això {\displaystyle \ \mathbf {J} _{1}\ } i {\displaystyle \mathbf {J} _{2}} estan localitzats (és a dir, tenen un suport compacte), i que no hi ha ones entrants des d'una distància infinita. En aquest cas, si s'integra a tot l'espai, els termes de la integral de superfície es cancel·len (vegeu més avall) i s'obté:
{\displaystyle \int \mathbf {J} _{1}\cdot \mathbf {E} _{2}\,\mathrm {d} V=\int \mathbf {E} _{1}\cdot \mathbf {J} _{2}\,\mathrm {d} V\ .}
Aquest resultat (juntament amb les simplificacions següents) de vegades s'anomena teorema de reciprocitat de Rayleigh-Carson, després del treball de Lord Rayleigh sobre les ones sonores i una extensió de Carson (1924; 1930) a aplicacions per a antenes de radiofreqüència. Sovint, es simplifica encara més aquesta relació considerant fonts dipols puntuals, en aquest cas les integrals desapareixen i simplement es té el producte del camp elèctric amb els moments dipolars corresponents dels corrents. O, per als cables de gruix insignificant, s'obté el corrent aplicat en un cable multiplicat per la tensió resultant a través d'un altre i viceversa; vegeu també a continuació.
Un altre cas especial del teorema de reciprocitat de Lorentz s'aplica quan el volum V conté completament les dues fonts localitzades (o alternativament si V no talla cap de les fonts). En aquest cas:
{\displaystyle \ \oint _{S}(\mathbf {E} _{1}\times \mathbf {H} _{2})\cdot \mathbf {\mathrm {d} S} =\oint _{S}(\mathbf {E} _{2}\times \mathbf {H} _{1})\cdot \mathbf {\mathrm {d} S} \ .}
En problemes pràctics, hi ha altres formes més generalitzades de Lorentz i altres relacions de reciprocitat, en les quals, a més de la densitat de corrent elèctric 𝐽, la densitat de corrent magnètic 𝑀 també s'utilitza. Aquest tipus de relacions de reciprocitat es discuteixen normalment a la literatura d'enginyeria elèctrica.

## Reciprocitat per a xarxes elèctriques
Més amunt, la reciprocitat de Lorentz es va formular en termes d'una font de corrent aplicada externament i el camp resultant. Sovint, especialment per a xarxes elèctriques, es prefereix pensar en una tensió aplicada externament i els corrents resultants. El teorema de reciprocitat de Lorentz també descriu aquest cas, assumint materials segons llei d'ohm (és a dir, corrents que responen linealment al camp aplicat) amb una matriu de conductivitat σ 3×3 que es requereix que sigui matriu simètrica, que està implicada per les altres condicions següents. Per descriure correctament aquesta situació, cal distingir acuradament entre els camps aplicats externament (a partir de les tensions de conducció) i els camps totals que en resulten (King, 1963).